# Sărbători cu surprize
Sărbători cu surprize (titlu original Matchmaker Santa) este un film TV care a fost regizat de David S. Cass Sr. A fost transmis prima oară de Hallmark Channel la 17 noiembrie 2012.

## Prezentare
Încă de când era o mică fetiță, Melanie Hogan (Chabert) și-a dorit să găsească un prinț fermecător la fel cum și părinții ei au găsit dragostea adevărată. Acum fiind majoră, Melanie conduce propria brutărie și se întâlnește cu un chipeș Director General, Justin (Luckinbill). Totul pare perfect atunci când Justin îi cere Melaniei să-și petreacă vacanța împreună în casa sa de lângă un lac frumos din nordul statului și s-o cunoască pe mama lui. Însă, curând, Melanie își dă seama că petrece mai mult timp cu cel mai bun prieten al lui Justin și asistent loial, Dean (Mayfield), care s-ar putea să ascundă o pasiune secretă pentru ea.

## Distribuție
| Actor                    | Personaj      |
| ------------------------ | ------------- |
| Lacey Chabert            | Melanie Hogan |
| Adam Mayfield            | Dean Ford     |
| Donovan Scott            | Chris         |
| John Ratzenberger        | George        |
| Florence Henderson       | Peggy         |
| Thad Luckinbill          | Justin        |
| Lin Shaye                | Debbie        |
| Elizabeth Ann Bennett    | Blaire        |
| Mary-Margaret Humes      | Katherine     |
| Robert Pine              | Jack Tisdale  |
| Victoria Gabrielle Platt | Donna         |